# Nové Mitrovice
Nové Mitrovice (en allemand : Neu Mitrowitz) est une commune du district de Plzeň-Sud, dans la région de Plzeň, en République tchèque. Sa population s'élevait à 337 habitants en 2022.

## Géographie
Nové Mitrovice se trouve à 7 km au sud-est de Spálené Poříčí, à 29 km au sud-est de Plzeň et à 78 km au sud-ouest de Prague.
La commune est limitée par la Spálené Poříčí à l'ouest et au nord, par Borovno au nord, par Míšov à l'est, par Čížkov à l'est et au sud, et par Louňová au sud-ouest.

## Histoire
La première mention écrite de la localité date de 1626.

## Administration
La commune se compose de quatre sections :
- Mítov
- Nechanice
- Nové Mitrovice
- Planiny

## Galerie

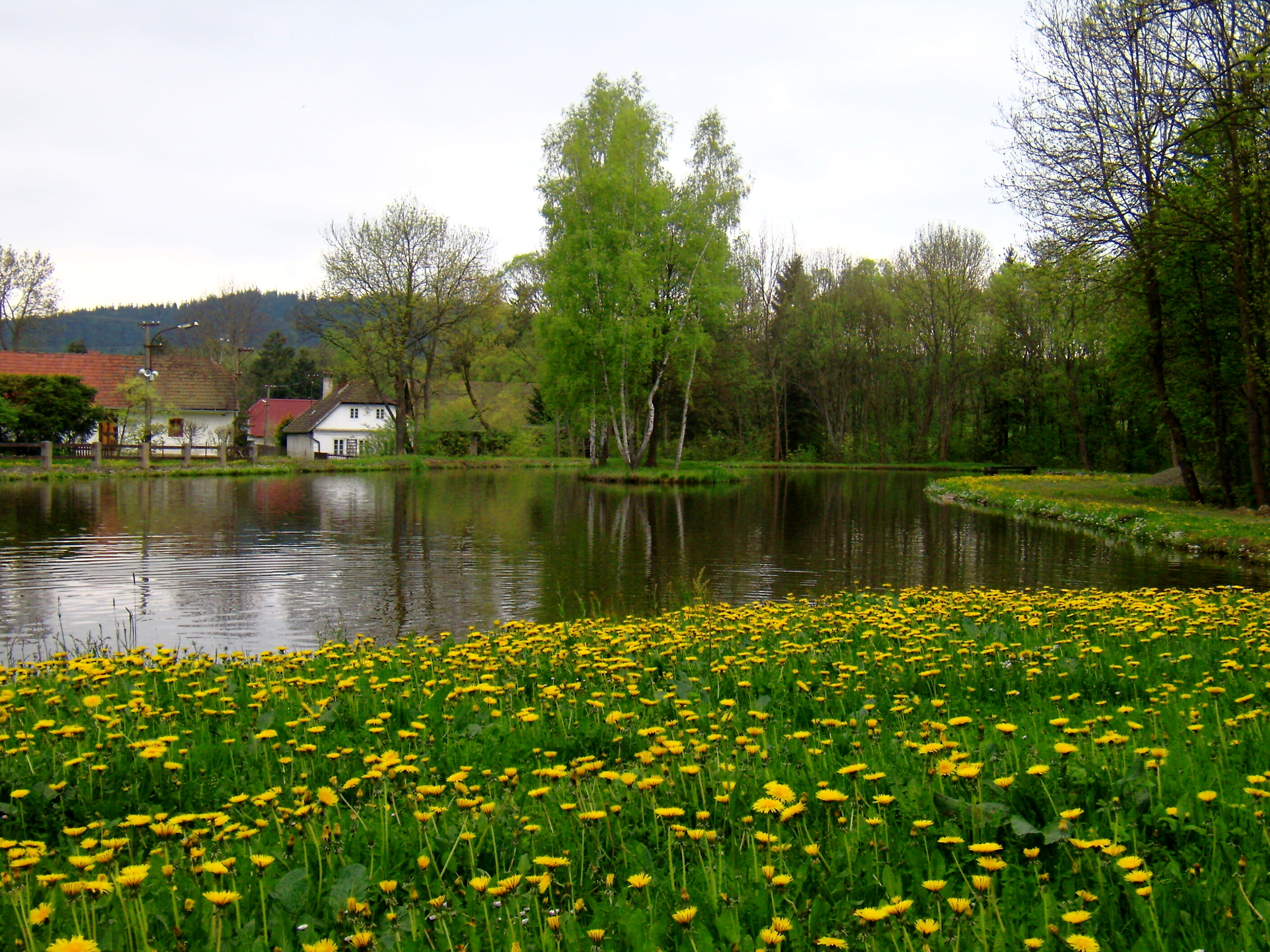
Étang à Nové Mitrovice.
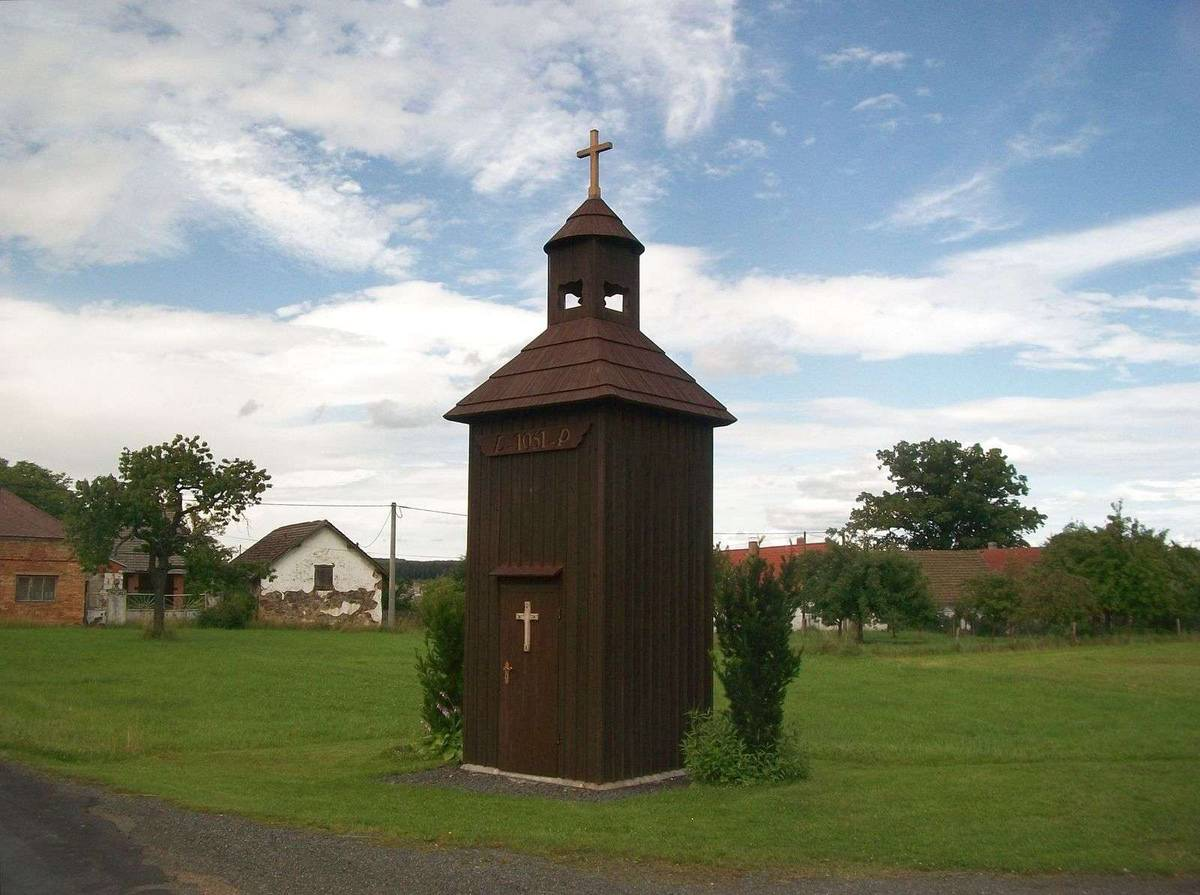
Clocher-tour en bois.

## Transports
Par la route, Nové Mitrovice se trouve à 7 km de Spálené Poříčí, à 33 km de Plzeň et à 114 km de Prague.